# Викторин из Камерино
Викторин (умер в 538 или 543 году) — святой епископ Камерино. День памяти — 8 июня.
Святой Викторин был братом святого Северина (умер в 550 году). Они были отшельниками на горе Монтенеро (современная Италия), после того как раздали бедным своё немалое состояние. Они также жили отшельниками в пещерах неподалёку от Пиорако (Pioraco).
Святого Викторина одолевали великие искушения, и он сражался с собой весьма болезненными методами: его привязывали к дереву, зажимая руки между ветками. Особые методы самоумервщления изображены на небольшом полотне в храме Святого Венанция в Камерино, выполненном художником Никколо Алунно приблизительно в 1478—1480 годах.
Призванный на епископское служение папой римским Вигилием, Викторин стал окормлять епархию Камерино в Марке. Святой Северин в то же время был епископом Септемпеды (Septempeda, современный Сан-Северино).